# الأميرة والملكة
الأميرة والملكة أو السود والخضر (بالإنجليزية: The Princess and the Queen, or, the Blacks and the Greens)‏ هي رواية قصيرة فنتازية ملحمية من تأليف جورج ر. ر. مارتن نُشِرت في مختارات كتب تور نساء خطيرات عام 2013. تُقدَّم الرواية في شكل كتابات للمؤرخ الخيالي المِايستر الرَّئيس جيلداين، وهو أيضًا «مؤلف» رواية مارتن القصيرة لعام 2014 الأمير المارق، وهي بادئة مباشرة لرواية الأميرة والملكة. تم توسيع حبكة كل من الأميرة والملكة والأمير المارق لاحقًا في رواية النار والدم لعام 2018، والتي أنتجت أيضًا مسلسلًا تلفزيونيًا في عام 2022.
تدور أحداث رواية الأميرة والملكة، وهي رواية فرعية من سلسلة روايات مارتن الشهيرة أغنية الجليد والنار، قبل حوالي 200 عام من أحداث لعبة العروش (1996)، وتروي «حرب حرق القارة» في حرب الخلافة بين وريثة العرش الأميرة رينيرا تارجارين (التي يُعرف مؤيدوها باسم «السود») وزوجة أبيها الملكة أليسنت هايتاور (المدعومة من قبل «الخضر»)، الذين تآمروا للاستيلاء على عرش رينيرا وتنصيب أخيها غير الشقيق إجون (الابن الأكبر لأليسنت) على العرش الحديدي بدلاً منها. تُسمى الحرب الأهلية التي حدثت بـ«رقصة التنانين» بسبب المشاركة النشطة لراكبي التنانين، وتُعتبر السبب الرئيسي لانقراض التنانين في ويستروس قبل بداية رواية أغنية الجليد والنار.

## الحبكة
تبدأ القصة باليوم الثالث من الشهر الثالث في عام 129 بعد فتح إيجون، عندما توفّي الملك فيسيريس تارجارين الأول خلال نومه. الملكة أليسنت هايتور وقائد الحرس كريستون كول كانا أول من أُعلِموا بوفاته، ولكن بدلاً من إبلاغ الأخوات الصامتات والاستعداد لحرق الجثّة، قاموا بإقفال غرفة الملك، واعتقال جميع من يعلم بموته، وقاما بجمع المجلس الملكي للتحدث بالأمر. تناقشوا هناك عن تتويج الابن البكر للملكة أليسنت الأمير إيجون، وذلك بدلاً من الأميرة رينيرا تارجريان التي كان فيسيريس قد أوصى أن تكون وريثته الشرعية. كانت رينيرا وصيّة على جزيرة صخر التنين وحاملاً في الشهر السادس، عندما سمعت بخبر خيانة زوجَة أبيها وتتويج أخيها غير الشقيق كملك، غَضِبت وجاءها المخاض، وعندما ولدت وجدت المولود طفلة، فازداد غضبها.
كِلا الطرفين صارا يحاولان جمع الحلفاء. وتواصلا كلاهما مع اللورد بوروس باراثيون، حيث أرسَل التارجارين الخُضر -بقيادة إيجون- الأمير أموند تارجريان، وأرسل التارجارين السود -بقيادة رينيرا- لوسيريس فيلاريون للتفاوض معه. رفضَ بوروس عرضَ لوسيريس، وما زاد الأمر سوءاً أن أموند طارَد لوسيريس على تنينه فاجار وقتله هو وتنينه أراكس. هذا أدّى لجعل ديمون تارجريان زوج رينيرا بتدبير مكيدَة للتارجارين الخُضر، قَتَل خلالها الأمير جايهاريس البالغ من العمر 6 سنوات أمام عين والدته هيلينا، وشقيقه مايلور، وشقيقته جايهايرا، وجدته أليسنت. هَذين الحديث قطعا أي احمال لحلّ الخلافات سلمياً، وكانا الشرارة الأولى لبدء حرب رقصة التنانين التي استمرت لسنتين ونصف بين التارجارين السود والخضر.